# Humanes T-lymphotropes Virus 2
Das Humane T-lymphotrope Virus 2 (HTLV-2) (früher auch: Humanes T-Zell-Leukämie-Virus 2) ist ein Retrovirus (Mitglied der Familie Retroviridae), das Menschen und andere verwandte Primaten infizieren kann. Es infiziert primär CD8-positive T-Lymphozyten. Die Assoziation des Virus mit menschlichen Erkrankungen ist nicht ganz eindeutig belegt. Möglicherweise führt es bei einer Minderheit der Infizierten zu bestimmten T-Zell-Lymphomen und zu neurologischen Erkrankungen.

## Historisches
HTLV-2 wurde kurz nach der Entdeckung von HTLV-1 Anfang der 1980er Jahre ebenso wie dieses in der Arbeitsgruppe von Robert Gallo an den National Institutes of Health (NIH) entdeckt. Wie es in der Erstbeschreibung hieß, wurde es aus Lymphozyten eines Patienten mit einer „T-Zell-Variante einer Haarzellleukämie“ isoliert. Da die Haarzellleukämie aber per definitionem ein B-Zell-Non-Hodgkin-Lymphom ist (es gibt keine „T-Zell-Variante“ davon), bleibt unklar, an welcher Erkrankung dieser Patient wirklich erkrankt war.
Bis heute konnte nicht eindeutig geklärt werden, ob HTLV-2 menschliche Erkrankungen verursacht. Dafür sind vor allem zwei Gründe verantwortlich: Zum einen sind HTLV-2-Infektionen sehr viel seltener als HTLV-1-Infektionen, und zum anderen findet man HTLV-2-Infektionen in westlichen Ländern vorwiegend bei intravenös Drogenabhängigen, die häufig auch mit anderen Viren infiziert sind (insbesondere HIV), so dass nicht ganz klar ist, welche Rolle HTLV-2 bei Erkrankungen spielt.

## Taxonomie
Taxonomisch wird HTLV-2 wie HTLV-1 in die Gattung Deltaretrovirus klassifiziert. Bei nicht-menschlichen Primaten hat man Retroviren entdeckt, die HTLV-2 sehr ähnlich sind und entsprechend als Simian T-cell lymphotropic virus 2 (STLV-2) bezeichnet werden. Heutzutage geht man davon aus, dass die menschlichen Viren HTLV-1 und -2 durch Übertragung von entsprechenden Affenretroviren auf den Menschen vor vielen 1000 Jahren entstanden sind.

## Epidemiologie
Die Zahl der HTLV-2-Infizierten ist nicht bekannt. Sicher ist die Zahl der Infizierten aber deutlich geringer als bei HTLV-1 (weltweit ca. 15–20 Mio.) oder gar HIV (weltweit ca. 40 Mio.).
In westlichen Ländern (insbesondere den USA) findet man das Virus hauptsächlich bei Drogenabhängigen. Interessant ist aber, dass manche relativ isoliert lebenden indigenen Völker ebenfalls eine außerordentlich hohe Prävalenz aufweisen, z. B.
- Guahibo und Kayapó im Amazonasbecken in Brasilien oder Venezuela
- Guaymí in Mittelamerika (Panama)
- melanesische Bevölkerungen auf bestimmten Pazifikinseln oder im Hochland von Papua-Neuguinea
- Pygmäen in Äquatorialafrika.

In Europa kommt das Virus praktisch nicht vor. Im Gegensatz zu den USA werden in Deutschland Blutspender wegen der Seltenheit meist nicht routinemäßig auf HTLV-2 getestet.

## Genetik
Das HTLV-2-Genom besteht aus RNA und umfasst ca. 8500 Basen (zum Vergleich: menschliches Genom ca. 3.000.000.000 Basenpaare). Es zeigt eine hohe Sequenzhomologie mit HTLV-1.
Während des Replikationszyklus wird durch die Reverse Transkriptase das Virusgenom in doppelsträngige DNA umgeschrieben, es weist dann an den Enden zwei identische flankierende Sequenzen (den sogenannten long terminal repeats) auf. Dazwischen liegen die für alle Retroviren typischen 3 Genregionen gag (Genregion für die Virusstrukturproteine, aus denen die innere Virushülle aufgebaut ist), pol (Virusenzyme, die für die Umschreibung des Virusgenoms in DNA und die Integration in das zelluläre Genom wichtig sind) und env (Virusproteine, die in die äußere Virushülle eingebaut sind und entscheidend dafür sind, welche Zellen das Virus infizieren kann).
Zusätzlich besitzt HTLV-2 allerdings noch weitere Gene, die für Proteine kodieren, die die Expression von Virusgenen und auch zellulären Genen beeinflussen. Möglicherweise ist eines dieser Gene – tax – ursächlich an der Entstehung von menschlichen Krankheiten beteiligt.

## Infektionswege
Drei wesentliche Infektionswege sind bekannt:
- perinatale Infektion des Säuglings durch die Muttermilch infizierter Mütter
- durch Transfusion infizierter Blutprodukte
- durch Sexualkontakt.

## Assoziierte Erkrankungen
Die Assoziation mit menschlichen Erkrankungen ist nicht eindeutig geklärt. Es gibt sporadische Berichte über T-Zell-Lymphome und neurologische Erkrankungen bei Infizierten, jedoch konnte bisher keine sichere Kausalkette hergestellt werden. Zumindest scheint es aber so zu sein, dass das Virus zu einer deutlich erhöhten Mortalität bei Virusträgern führt.

## Therapie
Eine wirksame Therapie der HTLV-2-Infektion ist nicht bekannt. Bei einer Infektion persistiert das Virus lebenslang im Organismus und kann in der Regel durch das Immunsystem nicht mehr eliminiert werden (das Virusgenom wird bei der Infektion in das Genom der infizierten Zelle eingebaut). Es ist also ein Fehlschluss, anzunehmen, dass jemand, bei dem Antikörper gegen HTLV-2 im Blut nachweisbar sind, gegen dieses Virus immun ist. Die Antikörper zeigen im Gegenteil an, dass der Betroffene mit dem Virus Kontakt hatte und dauerhaft infiziert ist (genauso wie bei HIV).
Eine wirksame Impfung gegen das Virus existiert bisher nicht.